# Leucula cachiaria
Leucula cachiaria är en fjärilsart som beskrevs av William Schaus 1912. Leucula cachiaria ingår i släktet Leucula och familjen mätare. Inga underarter finns listade i Catalogue of Life.